# José María Sbarbi y Osuna

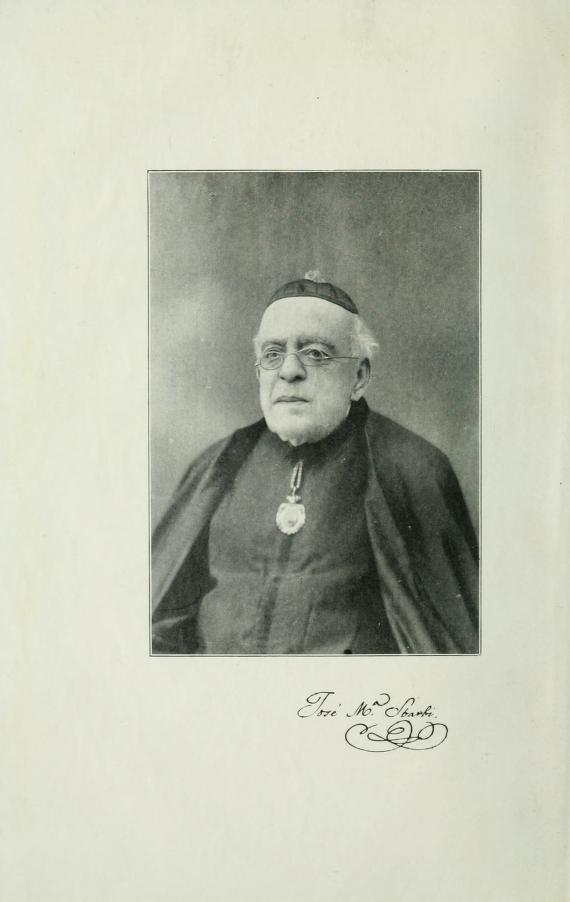
Retrato y firma de José María Sbarbi y Osuna en la edición póstuma del Diccionario de refranes, adagios, proverbios modismos, locuciones y frases proverbiales de la lengua española, Librería de los Sucesores de Hernando (Madrid,1922)

José María Sbarbi y Osuna (Cádiz, 10 de julio de 1834 - Madrid, 24 de abril de 1910) fue un sacerdote, filólogo y musicólogo español.

## Biografía
Hizo sus primeros estudios en el Colegio de San Agustín, con tan excepcional aprovechamiento, que a los quince años de edad explicaba a sus condiscípulos en dicho colegio las clases de Francés y de Música; poco tiempo después pasaba a desempeñar la cátedra de Francés y la de Canto llano en el Seminario Conciliar. Su inquebrantable propósito de dedicarse al estado eclesiástico le hizo abandonar momentáneamente la enseñanza; en 1857 se ordenó presbítero, obteniendo, tras oposición, la prebenda de música como organista y maestro de capilla en la Catedral de Badajoz; trasladado a Sevilla, desempeñó el mismo cargo en su iglesia metropolitana, y por nuevas oposiciones en la de Toledo, donde permaneció hasta 1871, año en que definitivamente vino a establecerse en la Corte, siendo nombrado director de la capilla musical del Real Monasterio de la Encarnación. Fue organista en las catedrales de Badajoz, Sevilla, Toledo y Madrid.
Enamorado del arte musical y de la filología patrias, dedicó a una y a otra sus estudios.

## Obras de Sbarbi y Osuna
Muchas son las obras que escribió el Padre Sbarbi sobre materias musicales y filológicas, especialmente en lo que se refiere a los refranes y modismos castellanos.
Recordamos entre los libros publicados por el ilustre sacerdote: Cervantes teólogo, Ambigú literario, Teófilo o prueba de las pruebas del estado eclesiástico, Monografía sobre los refranes, adagios y proverbios castellanos, laureada por la Biblioteca Nacional; Florilegio o ramillete alfabético de refranes y modismos comparativos y ponderativos de la lengua castellana (1873), Libro de los refranes, Refranero general español, obra monumental en diez tomos (1878), y Prontuario de definiciones musicales. Está considerado el pionero de la Paremiología moderna, disciplina que se desarrollará a partir de la segunda mitad del siglo XX. Parte de su biblioteca guardaba relación con los refranes y se puede consultar en la Biblioteca Histórica Municipal de Madrid (Colección Paremiológica).
Publicó El Averiguador Universal, y colaboró en las más importantes revistas y enciclopedias españolas.
En 1900 fue elegido integrante de la Real Academia de Bellas Artes de San Fernando, en la vacante del Conde de Morphy.

## Bibliografía del autor

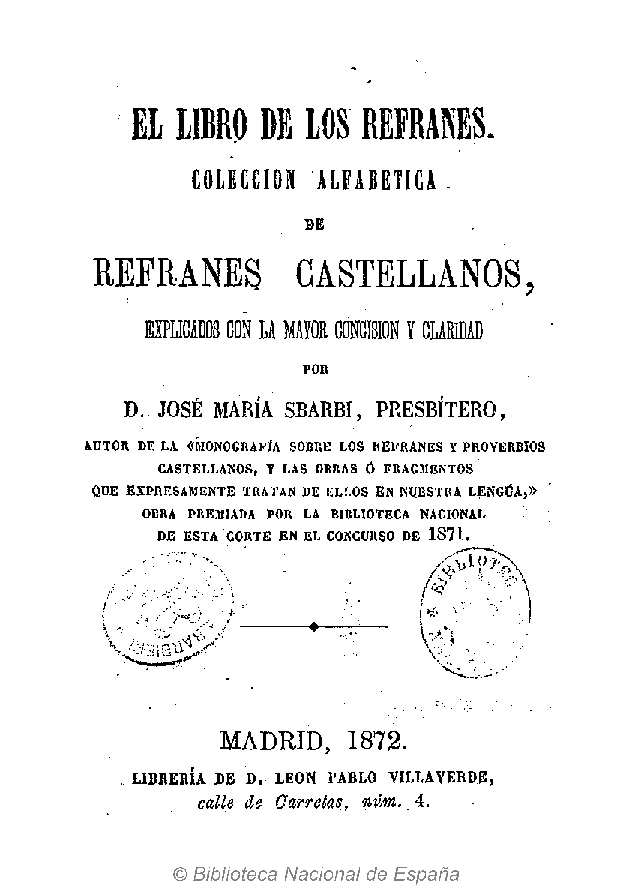
El libro de los refranes, 1872.